# Peso Philippines
Piso (tiếng Philippines) hay peso (tiếng Anh và tiếng Tây Ban Nha) là đơn vị tiền tệ của Philippines. Đơn vị tiền tệ này được chia nhỏ ra 100 sentimo (tiếng Anh và tiếng Tây Ban Nha: centavos). Tên theo ISO 4217 là "Philippine peso" và mã là "PHP". Dù tên gọi được in trên giấy bạc và đồng xu kim loại đã đổi từ "peso" sang "piso" năm 1967, tên gọi peso tiếp tục được sử dụng tại địa phương trong nhiều ngữ cảnh khi tiếng Anh được sử dụng.
Đồng tiền peso thường được ký hiệu là . Ký hiệu này đã được bổ sung vào tiêu chuẩn Unicode trong phiên bản 3.2 và quy cho mã là U+20B1 (₱). Do thiếu sự hỗ trợ phông chữ, ký hiệu này thường được thay thế bằng chữ cái đơn giản P, một chữ P với một đường ngang thay vì hai (có sẵn với dấu hiệu peseta, U+20A7 (₧, Peseta), trong một vài phông chữ), PHP, hoặc PhP.
Tiền kim loại được đúc tại Security Plant Complex. Tiền giấy và nhiều giấy tờ, tài liệu chính phủ khác đều được in ở Tổ hợp Nhà máy An ninh hoặc Văn phòng In ấn Quốc gia.

## Lịch sử
Tiền peso Philippine lấy tên gọi từ đồng xu bạc Tây Ban Nha Real de a Ocho hay dollar Tây Ban Nha, được lưu hành rộng rãi ở châu Mỹ và châu Á vào thế kỷ 17 và 18, thông qua việc sử dụng nó ở các thuộc địa của Tây Ban Nha và thậm chí ở Mỹ và Canada.

## Tỉ giá hối đoái hiện thời của đồng PHP
| Bảng Unicode Biểu tượng tiền tệ Official Unicode Consortium code chart: Currency Symbols Version 13.0 |   |   |   |   |   |   |   |   |   |   |   |   |   |   |   |   |
| | 0 | 1 | 2 | 3 | 4 | 5 | 6 | 7 | 8 | 9 | A | B | C | D | E | F |
| U+20Ax                                                                                                | ₠ | ₡ | ₢ | ₣ | ₤ | ₥ | ₦ | ₧ | ₨ | ₩ | ₪ | ₫ | € | ₭ | ₮ | ₯ |
| U+20Bx                                                                                                | ₰ | ₱ | ₲ | ₳ | ₴ | ₵ | ₶ | ₷ | ₸ | ₹ | ₺ | ₻ | ₼ | ₽ | ₾ | ₿ |
| U+20Cx                                                                                                |   |   |   |   |   |   |   |   |   |   |   |   |   |   |   |   |